# Dresdner SSV
Der Dresdner SSV ist ein Sportverein aus der sächsischen Landeshauptstadt Dresden. Der Verein entstand durch die Ausgliederung der Frauen-Volleyballmannschaft des VC Dresden im Jahr 2006 und nannte sich zunächst „Beach Volleyballclub Dresden“. Im Januar 2008 benannte sich der Verein in Dresdner SSV um und entwickelte sich zu einem Mehrspartenverein. Trotzdem ist der Verein vor allem durch seine Frauen-Volleyballmannschaft bekannt, welche zwischen 2008 und 2010 in der 2. Bundesliga vertreten war.

## Volleyball

### Geschichte
Zur Saison 2005/06 verließ die Frauenmannschaft des VC Dresden den Verein und gründete mit dem „Beach Volleyballclub Dresden“ einen eigenen Verein. In der ersten Saison unter diesen Namen belegten sie in der Regionalliga Ost hinter der zweiten Mannschaft des Dresdner SC den zweiten Platz. In der darauffolgenden Saison bestätigten sie mit dem dritten Platz erneut die Leistungen aus der Vorsaison. Während der Saison 2007/08 benannte sich der Verein im Januar 2008 in Dresdner SSV um und die Mannschaft beendete die Saison unter den neuen Namen. Zudem sicherte sie sich in dieser Saison ohne eine einzige Niederlage den Titel in der Regionalliga Ost und stieg in die 2. Bundesliga auf.
Zur Saison 2008/09 wurde die Mannschaft des Dresdner SSV in die Südstaffel einsortiert. In ihrer ersten Saison in der neuen Liga belegte sie den sechsten Platz und sicherte sich souverän den Klassenerhalt. In der darauffolgenden Saison konnte die Mannschaft nicht an die Leistungen der Vorsaison anknüpfen. Mit nur vier Siegen und damit 8:40 Punkten stieg der Verein gemeinsam mit dem VfL Nürnberg in die Regionalliga ab. In der Saison 2010/11 belegten die Dresdnerinnen den vierten Platz in der Regionalliga Ost und verpassten dadurch den direkten Wiederaufstieg.
In der Saison 2011/12 konnte sich die Mannschaft aus Dresden mit dem vierten Platz in der Regionalliga Ost für die neu gegründete Dritte Liga qualifizieren und wurde in die Ost-Staffel einsortiert. In der ersten Saison in der neuen Liga belegte die Mannschaft aus Dresden den sechsten Platz und konnte sich den Klassenerhalt sichern. In der darauffolgenden Saison 2013/14 belegte der Dresdner SSV hinter dem TV Altdorf punktgleich den zweiten Platz und sicherte sich die Vizemeisterschaft. Genauso wie der Erstplatzierte verzichten auch die Dresdnerinnen auf den Aufstieg in die 2. Bundesliga, sodass der drittplatzierte SV Lok Engelsdorf den Aufstieg wahrnahm.
Die beiden darauffolgenden Spielzeiten 2014/15 und 2015/16 beendeten die Frauen aus Dresden mit dem sechsten bzw. fünften Platz jeweils auf einem Mittelfeldplatz. In der Saison 2016/17 konnte der Dresdner SSV nicht an die Leistungen der Vorjahre anknüpfen und gewann in der Saison nur drei Spiele. So beendete das Team die Saison mit neun Punkten auf dem zehnten und damit letzten Tabellenplatz. Damit musste die Mannschaft gemeinsam mit den neuntplatzierten TSV Friedberg in die Regionalliga absteigen.
Nach nur einer Saison kehrte der Dresdner SSV wieder in die Dritte Liga zurück und beendete die Saison 2018/19 auf dem vierten Platz. In der durch Corona abgebrochenen Saison 2019/20 belegten die Dresdnerinnen zum Zeitpunkt des Saisonabbruchs den siebten Platz. Die darauffolgende Saison wurde im Falle des Dresdner SSV nach zwei Spieltagen unterbrochen. Am 19. Februar 2021 wurde die Saison dann offiziell abgebrochen.

### Erfolge
- 2006: Vizemeisterschaft in der Regionalliga Ost
- 2008: Meisterschaft in der Regionalliga Ost und Aufstieg in die 2. Bundesliga
- 2012: Qualifikation für die Dritte Liga
- 2014: Vizemeisterschaft in der Dritten Liga
- 2018: Meisterschaft in der Regionalliga Ost

## Weitere Sportarten
Außer Volleyball gibt es beim Dresdner SSV noch die Abteilungen Allgemeinsport, Basketball, Fußball, Gymnastik/Aerobic und Karate.